# Lila Rose
Lila Grace Rose (San José, California, 27 de julio de 1988) es una activista provida estadounidense, fundadora y presidente de la organización Live Action. Ha llevado a cabo exposiciones de investigación encubiertas de centros de aborto en los Estados Unidos, incluidas filiales de Planned Parenthood.

## Primeros años y educación
Rose nació en San José, California, siendo la tercera de ocho hijos. Fue educada en casa hasta el final de la escuela secundaria y se especializó en historia en la Universidad de California en Los Ángeles (UCLA).

## Activismo
En 2003, a la edad de 15 años, Rose fundó el grupo provida Live Action y comenzó a dar presentaciones en escuelas y grupos juveniles. Mientras estudiaba en la UCLA, se asoció con el activista conservador James O'Keefe para realizar videos encubiertos de proveedores de aborto.
Rose ha concentrado su activismo en las filiales de Planned Parenthood y la Federación Nacional del Aborto en los Estados Unidos, enfocándose en la interpretación antiaborto de los aspectos morales y éticos del aborto y las cuestiones financieras en la industria del aborto. También ha destacado la alta tasa de abortos en la comunidad afroamericana.
En 2006, como estudiante de primer año de la universidad, realizó su primera investigación en video encubierta sobre el aborto en el Centro de Salud y Bienestar Estudiantil Arthur Ashe de la UCLA. En su primer año también fundó la revista estudiantil provida The Advocate.
En 2007, Rose visitó dos instalaciones de Planned Parenthood en Los Ángeles y grabó videos encubiertos mientras pretendía ser una niña de 15 años que había sido embarazada por un hombre de 23 años que la acompañaba, y les dijo al personal que no quería que sus padres se enterasen de la relación. Ningún empleado de ninguna de las clínicas se opuso a la situación, incluso una recepcionista en una de las instalaciones le dijo a Rose que dijera que tenía 16 años, porque si tenía 15, la clínica tendría que hacer un informe a la policía. Según Politico, «Dentro de la comunidad antiaborto, Rose ha sido ampliamente elogiada por sus investigaciones encubiertas en las clínicas de aborto».
Rose apareció en un documental de The Atlantic en octubre de 2018: El rostro del movimiento antiaborto millennial.
En julio de 2019, Rose asistió a la “cumbre de redes sociales” en la Casa Blanca junto con el presidente Donald Trump.

## Vida personal
Rose está casada y tiene tres hijos.
Aunque fue criada como evangélica, Rose se convirtió al catolicismo en 2009.

## Publicaciones
- Fighting for Life: Becoming a Force for Change in a Wounded World (2021), ISBN 978-1-4002-1987-2.